# 1057
1057 (MLVII) var ett normalår som började en onsdag i den julianska kalendern.

## Händelser

### Augusti
- 3 augusti – Sedan Viktor II har avlidit en vecka tidigare väljs Frederick av Lothringen till påve och tar namnet Stefan IX.
- 15 augusti – När Macbeth stupar i strid efterträds han som kung av Skottland av sin styvson Lulach. Denne stupar dock själv ett halvår senare i strid mot Malkolm III.

## Födda
- Hugo I av Burgund, hertig av Burgund

## Avlidna
- 28 juli – Viktor II, född Gebhard av Dollnstein-Hirschberg, påve sedan 1055
- 15 augusti – Macbeth, kung av Skottland sedan 1040